# Éric Ciotti
Éric Ciotti, född den 28 september 1965 i Nice, är en fransk  politiker som var ordförande för Republikanerna (LR) från december 2022 till juni 2024 och parlamentsledamot för Alpes-Maritimes sedan 2007.
Sedan 2009 har han haft olika befattningar inom UMP, där han tillhör högerflygeln. Efter att ha besegrats av Valérie Pécresse i andra omgången av primärvalet inför presidentvalet 2022 ställde han upp som kandidat till ordförandeskapet för LR vid Republikanernas nästföljande kongress och segrade där i andra omgången mot Bruno Retailleau.
2024 uteslöts Ciotti från Republikanerna efter att ha närmat sig Nationell samling.